# 라몬 폰스트
라몬 폰스트 세군도(스페인어: Ramón Fonst Segundo, 1883년 7월 31일 ~ 1959년 9월 9일)는 쿠바의 펜싱 선수로 20세기 초반에 활동했다. 그는 아바나에서 태어나고 죽었다.
폰스트는 파리에서 열린 하계 올림픽에서 쿠바를 위해 경기를 펼쳤으며 프랑스의 펜싱 선수인 루이 페레를 꺾고 에페에서 금메달을 땄다. 아마추어 마스터 에페 경기에서는 은메달을 목에 걸었다.
그가 1900년 하계 올림픽에서 거둔 영광은 라틴아메리카에서 처음 나온 금메달이기도 하다.
폰스트는 활발하게 운동선수로서 활동한 후에 쿠바 올림픽 위원회의 위원장이 되었다.